# Golant
Golant – wieś w Anglii, w Kornwalii. Leży 70 km na północny wschód od miasta Penzance i 342 km na zachód od Londynu.